# Borgo Velino
Borgo Velino (denominato ufficialmente Borghetto fino al 1863; Borghittu in dialetto sabino) è un comune italiano di 903 abitanti della provincia di Rieti nel Lazio. Fino al 1927 faceva parte della provincia dell'Aquila, in Abruzzo e, dal 1233 al 1861, è stato parte integrante del giustizierato d'Abruzzo e della provincia Abruzzo Ultra II, nel distretto di Cittaducale, con capoluogo L'Aquila.
Si trova in prossimità del sito dell'antico centro sabino Viario situato nell'immediata collina alle falde sud-orientali del Terminillo, i cui rari resti sono stati rinvenuti nell'area orientale confinante ad un'antica torre medievale, ora occupata da un campo coltivato.

## Geografia fisica

### Territorio
A 460 m sul livello del mare, Borgo Velino è un paesetto medioevale situato nel piccolo tratto di pianura tra Castel Sant'Angelo e Antrodoco, all'imbocco est della Piana di San Vittorino. Nel territorio comunale insiste parte del gruppo montuoso del Monte Nuria.
È posto alla sinistra del fiume Velino, in un territorio che, sebbene in gran parte montuoso, è assai fertile e produce raccolti abbondanti di granaglie, di castagne e di uva. Molti sono i pascoli nei luoghi più montuosi.

### Clima
Classificazione climatica: zona E, 2202 GR/G

## Storia
Il primo antichissimo insediamento umano, che può essere ritenuto “antenato” di Borgo Velino, è Viario. Pare accertato che Viario sorse prima di Roma - o addirittura ai tempi dei Pelasgi - e fu rifugio a pastori provenienti dalla Sabina. Più tardi nacque così il “Borghetto".
Durante il periodo dei Flavi nei dintorni di Borgo Velino era presente una villa romana, dimora dei famosi imperatori. Oggi di quel periodo rimane il c.d. Ninfeo dei Flavi, importante monumento del I secolo, al tempo sicuramente arricchito di statue e mosaici.
Secondo una tradizione ormai consolidata, l'attuale abitato di Borgo Velino, fino al secolo scorso chiamato Borghetto, sarebbe stato fondato nel corso del XIV secolo dagli abitanti del castello di Forca Pretula. La tradizione vuole che a Borgo Velino, presso il Convento della Valle, dimorò San Francesco d'Assisi durante i suoi pellegrinaggi attraverso la Sabina. Il convento esisteva, ad ogni modo, già nei 1472, quando Sisto IV tassò per la somma di 3 once e 8 grana i poveri fraticelli del Borghetto.
Dal 1472 al 1624, fece parte del distretto di Cittaducale e divenne nel Cinquecento fu feudo di Margherita d'Austria. Proprio grazie a lei si ebbe un mutamento profondo della comunità di Borghetto, dovuto soprattutto all'eccessivo aggravio fiscale chiesto al feudo e all'introduzione dei Capitoli, una sorta di codice di comportamento che i Borghettani dovevano tenere nei confronti delle autorità e della cittadinanza stessa. La Madama fece redigere uno statuto speciale appositamente per “Borghetto”, i Capitoli. Alla morte di Margherita, avvenuta ad Ortona nel 1586, i suoi feudi passarono, per successione, ai Farnese, ai quali rimasero fino al 1731.
Nel 1642, fa la sua prima comparsa sulla scena storica il brigante filo spagnolo Giulio Pezzola del Borghetto. La storia del Pezzola, tuttora incerta e per molti aspetti arricchita dalla fantasia popolare, ha fatto di lui il brigante che ha segnato una lunga pagina della storia borghettana.
La sicurezza dei confini del Regno di Napoli, dalle parti di Rieti, Norcia e Cascia, venne seriamente messa in discussione e poi violata dalle truppe francesi, nel dicembre del 1798. A subire i danni maggiori dell'invasione furono proprio le località lungo la Salaria, costrette a più riprese a ospitare gli accampamenti e a fornire vettovaglie e denari al nemico. Così sul finire del 1798, il quadro politico italiano vede la Francia quasi padrona di tutta la penisola (restano indipendenti la Sardegna e gran parte del Regno di Napoli).
Nel giugno del 1863, poco dopo l'Unità d'Italia, il comune cambiò nome da Borghetto a Borgo Velino. Durante l'epoca fascista, Borgo Velino passò dalla provincia dell'Aquila alla neonata provincia di Rieti (1927) mentre l'anno seguente il comune di Borgo Velino fu abolito e reso frazione del comune di Antrodoco. Solo nel dicembre del 1957 Borgo Velino tornò ad essere comune autonomo.

### Simboli
Lo stemma del comune di Borgo Velino è stato concesso con decreto del presidente della Repubblica del 24 luglio 2004.
(D.P.R. 23.07.2004 concessione di stemma e gonfalone)
Il gonfalone è un drappo di verde con la bordatura di rosso.

## Monumenti e luoghi d'interesse

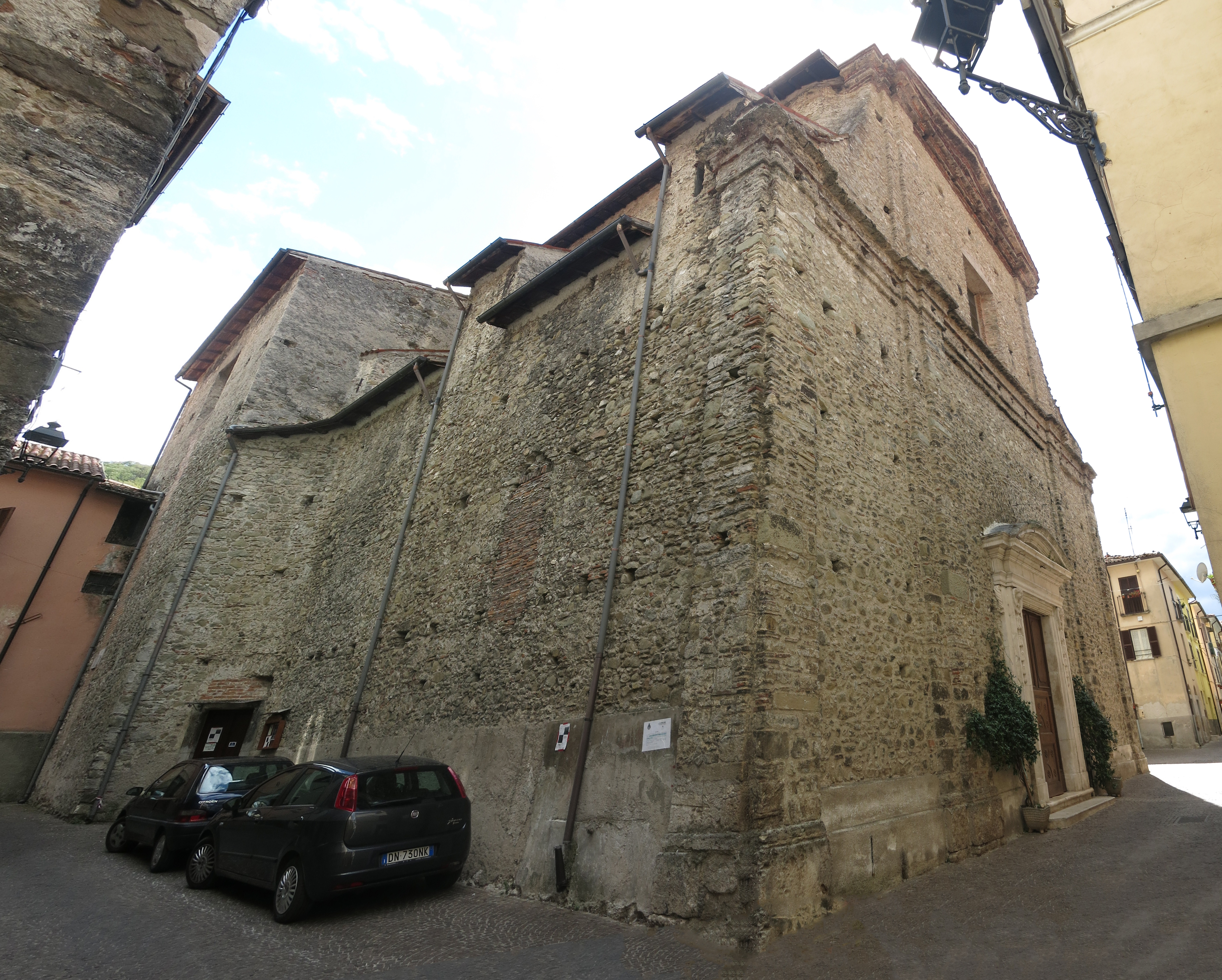
La chiesa di San Matteo apostolo

Impostato su due strade parallele con asse trasversale centrale (che prende il nome di Via degli Otto Cantoni), è caratterizzato da un forte addensamento di abitazioni, cinta murarie ad angoli arrotondati (esempio francese: Rabastens, 1306) e una grande porta turrita sull'asse centrale in direzione di Rieti, il capoluogo di Provincia. Tale impostazione urbanistica si può ricondurre a quello che era lo stile urbanistico angioino.

### Architetture religiose

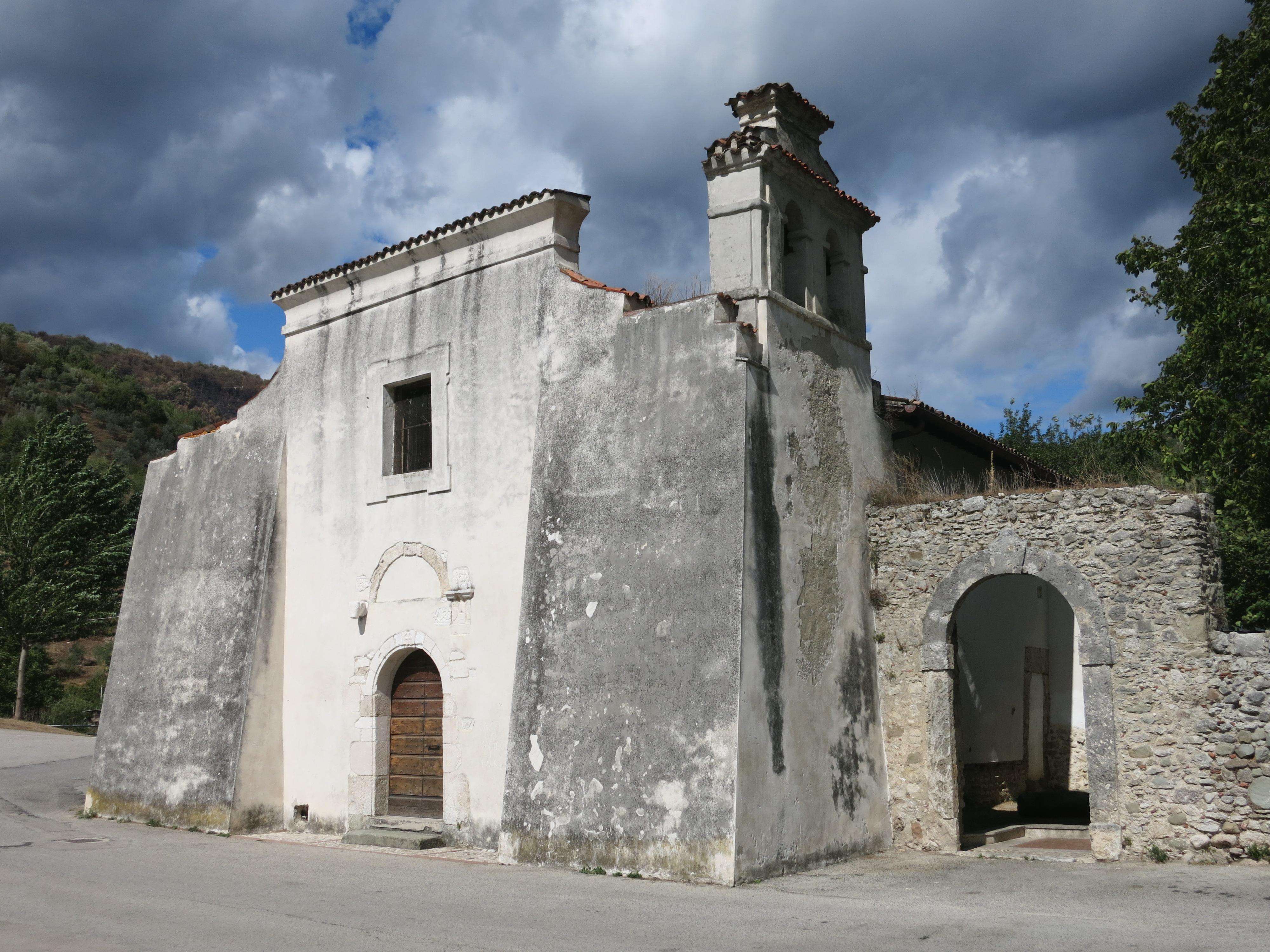
La chiesa dei santi Dionigi, Rustico ed Eleuterio

- Chiesa di San Matteo Apostolo (XVIII secolo)
- Chiesa dei santi Dionigi, Rustico ed Eleuterio (detta di sant'Antonio) (XI secolo)
- Chiesa di santa Lucia
- ex Convento di san Francesco (chiamato Convento della Valle)
- Santuario della Madonna Delle Grazie - Colle Rinaldo (XVII secolo)
- Chiesa della Natività di Maria Santissima - Colle Rinaldo (XVI secolo)

### Architetture civili
- Piazza Umberto I
- Fontana Romanica (XI secolo)
- Palazzo Pezzola (XVII secolo)

### Architetture militari
- Resti della Torre del Cassero - Colle Rinaldo (XV secolo)
- Torre Civica (XIX secolo)

### Archeologia
- Ninfeo dei Flavi (I secolo): interpretato di solito come parte di una villa o come semplice cisterna; di recente si è affacciata l'ipotesi che sia il ninfeo di un santuario di Diana, a cui si collegherebbe una iscrizione murata nella chiesa dei santi Dionigi, Rustico ed Eleuterio.[8]

## Società

### Evoluzione demografica
Abitanti censiti

### Etnie e minoranze straniere
Secondo i dati ISTAT al 31 dicembre 2013 la popolazione straniera residente era di 36 persone.

### Tradizioni e folclore
- Festa Maria SS Del S. Amore (quarta domenica di settembre)
- Festa S. Dionigi (9 ottobre)
- Festa della Natività di Maria S.S. (Colle Rinaldo, seconda domenica di settembre)

## Cultura

### Istruzione

#### Musei
- Museo comunale, che si compone di tre sezioni, una dedicata al mondo contadino, una alla flora e fauna locale ed un'altra ad affreschi e oggetti d'arte sacra

## Economia
Di seguito la tabella storica elaborata dall'Istat a tema Unità locali, intesa come numero di imprese attive, ed addetti, intesi come numero addetti delle unità locali delle imprese attive (valori medi annui).
|              | 2015                  |                              |                            |                |                       |                     | 2014                  |                | 2013                  |                |
| ------------ | --------------------- | ---------------------------- | -------------------------- | -------------- | --------------------- | ------------------- | --------------------- | -------------- | --------------------- | -------------- |
|              | Numero imprese attive | % Provinciale Imprese attive | % Regionale Imprese attive | Numero addetti | % Provinciale Addetti | % Regionale Addetti | Numero imprese attive | Numero addetti | Numero imprese attive | Numero addetti |
| Borgo Velino | 56                    | 0,57%                        | 0,01%                      | 139            | 0,61%                 | 0,01%               | 57                    | 142            | 57                    | 149            |
| Rieti        | 9 765                 |                              | 2,14%                      | 22 908         |                       | 1,49%               | 10 044                | 23 834         | 10 407                | 25 272         |
| Lazio        | 455 591               |                              |                            | 1 539 359      |                       |                     | 457 686               | 1 510 459      | 464 094               | 1 525 471      |

Nel 2015 le 56 imprese operanti nel territorio comunale, che rappresentavano lo 0,57% del totale provinciale (9 765 imprese attive), hanno occupato 139 addetti, lo 0,61% del dato provinciale (22 908 addetti); in media, ogni impresa nel 2015 ha occupato due persone (2,28).

## Infrastrutture e trasporti

### Strade

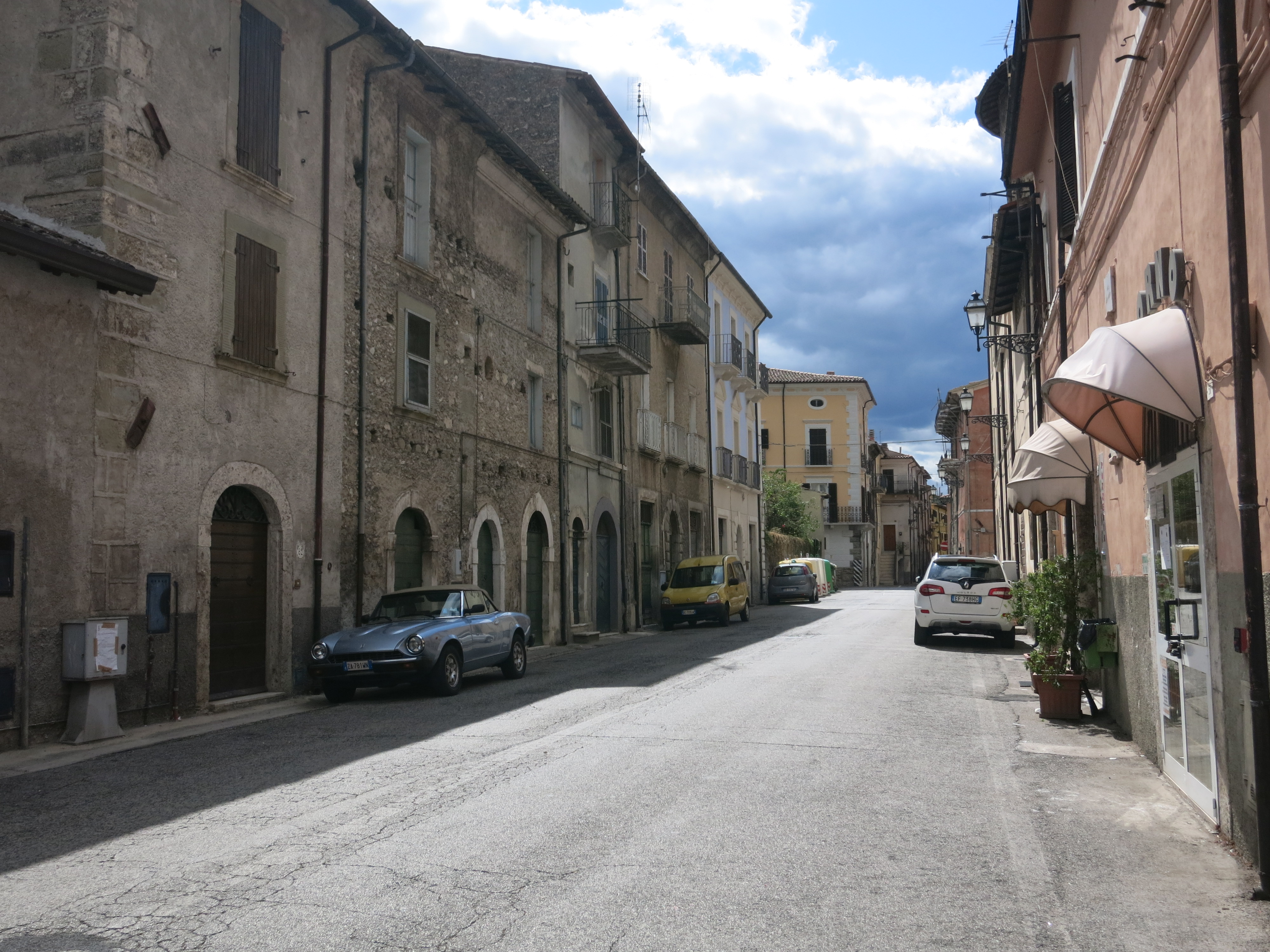
La strada provinciale 14 nei pressi di Piazza Umberto I

Poco fuori dall'abitato di Borgo Velino scorre la Strada statale 4, l'antica Via Salaria, che collega il comune da una parte a Rieti e Roma, e dall'altra a L'Aquila e Ascoli Piceno.
Il centro storico del paese sorge lungo la strada provinciale 14, il vecchio percorso della Salaria, sostituito dalla variante esterna al centro abitato negli anni Cinquanta.

### Ferrovie

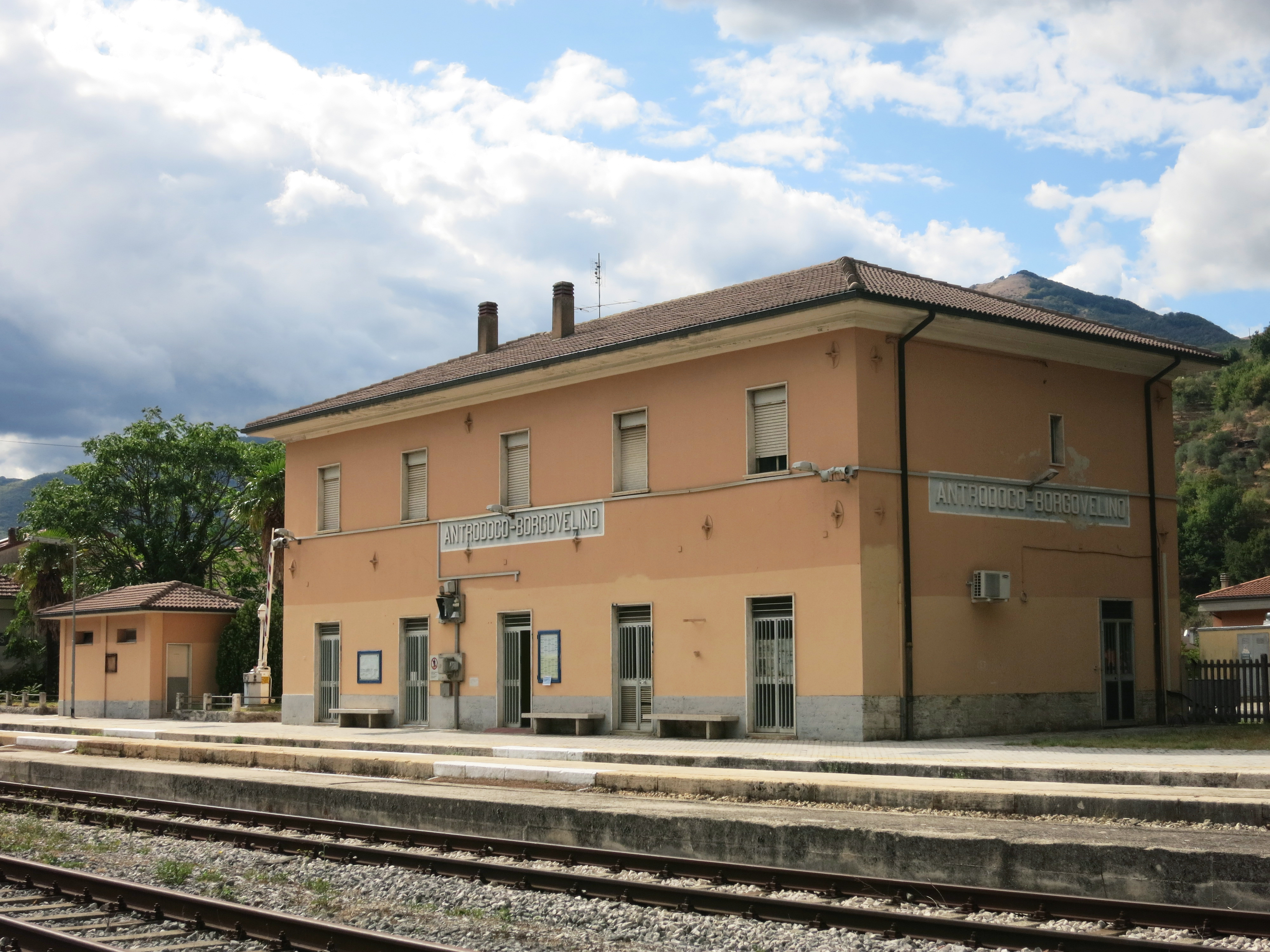
La stazione di Antrodoco-Borgo Velino

Borgo Velino è attraversato dalla linea secondaria Terni-Rieti-L'Aquila ed è servito dalla stazione di Antrodoco-Borgo Velino, posta a circa un chilometro dal centro storico.
Tale linea avrebbe dovuto essere prolungata da un lato verso Roma e dall'altro verso Ascoli Piceno, formando la cosiddetta Ferrovia Salaria, ma tale progetto (più volte approvato sin dalla fine dell'Ottocento) non venne mai realizzato. La costruzione della ferrovia Fara Sabina-Rieti, che completerebbe almeno il tratto Borgo Velino-Rieti-Roma, è prevista dalla legge obiettivo ed è tuttora oggetto di discussione.

## Amministrazione
Nel 1927, a seguito del riordino delle circoscrizioni provinciali stabilito dal regio decreto n. 1 del 2 gennaio 1927, per volontà del governo fascista, quando venne istituita la provincia di Rieti, Borgo Velino passò dalla provincia dell'Aquila a quella di Rieti.
Nel 1928 viene aggregato al comune di Antrodoco, dal quale viene separato nel 1957.
| Periodo | Periodo   | Primo Cittadino  | Partito                                | Carica  | Note       |
| ------- | --------- | ---------------- | -------------------------------------- | ------- | ---------- |
| 1993    | 1997      | Ivano Pompei     | lista civica                           | Sindaco |            |
| 1997    | 2001      | Ivano Pompei     | lista civica                           | Sindaco | 2º mandato |
| 2001    | 2006      | Pietro Graziani  | lista civica                           | Sindaco |            |
| 2006    | 2011      | Pietro Graziani  | lista civica                           | Sindaco | 2º mandato |
| 2011    | 2017      | Emanuele Berardi | lista civica Sempre Uniti per Crescere | Sindaco |            |
| 2017    | 2021      | Emanuele Berardi | lista civica Avanti Insieme            | Sindaco | 2º mandato |
| 2021    | in carica | Emanuele Berardi | lista civica Insieme Nella Continuità  | Sindaco | 3º mandato |

### Altre informazioni amministrative
Fa parte della Comunità montana del Velino